# Elettrico (album)
Elettrico è il primo album in collaborazione tra Rancore e DJ Myke, uscito il 15 aprile 2011 su iTunes, anticipato dall'EP Acustico. Come featuring troviamo Max Zanotti dei Deasonika che ha realizzato il ritornello di Conta, DJ Aladyn in È difficile e Maut nel remix di Questo è un pezzo senza rime la cui versione originale è contenuta nell'EP OL3 di quest'ultimo con DJ 3D della TDC21. Sono stati estratti i video ufficiali di Brutti & cattivi, È facile e di È difficile. Le produzioni sono tutte di DJ Myke in collaborazione con Svedonio.

## Tracce
1. Plug
2. Brutti & cattivi
3. Giunti al dunque
4. È facile
5. Conta (feat. Max Zanotti)
6. La macchina infernale
7. Il mio quartiere 2.0
8. È difficile (feat. DJ Aladyn)
9. Cosa sai?
10. Il diavolo
11. Cuore e acciaio
12. Freestyle
13. È meglio senza
14. Comprare
15. Tossico d'aria
16. Questo è un pezzo senza rime RMX (feat. Maut)

Tracce bonus
1. Non esistono